# Laisse-moi t'aimer (chanson)
Pour le film du même nom sorti en 1951, voir Laisse-moi t'aimer.
Singles de Mike Brant
Un grand bonheur
(1970)
Laisse-moi t'aimer est une chanson du chanteur israélien Mike Brant, sortie en 1970 et parue sur son premier album Mike Brant. Elle est écrite et composée par Jean Renard.

## Histoire de la chanson
Venu à Paris tenter sa chance, après une rencontre avec Sylvie Vartan et Carlos dans une discothèque de Téhéran, Mike Brandt a l'opportunité, grâce à Carlos, de se présenter à un auteur-compositeur français prolifique, Jean Renard. Celui-ci est convaincu par sa voix et sa personnalité, et lui propose une musique, qu'il avait déjà proposée sans succès à d'autres artistes, Dick Rivers puis Johnny Hallyday. Il lui écrit sur cette musique un texte, une déclaration d'amour. Ceci devient le titre Laisse-moi t'aimer.
Premier 45 tours enregistré et sorti par Mike Brant, Laisse-moi t'aimer devient également son premier succès, atteignant notamment la 1re position des hit-parades français et israélien. Ce titre est celui qui le lance sur la scène française et lui crée une forte notoriété. Il devient ce qui est appelé à l'époque une idole : son allure et sa voix, qui a quelque chose de spécial, séduisent le public et créent même, durant sa brève carrière (interrompue brutalement par sa mort), une certaine hystérie qui l'effrayait presque,.

## Liste de titres
Toutes les chansons sont écrites et composées par Jean Renard.
| 1. | Laisse-moi t'aimer               | 3:23 |
| 2. | Parce que je t'aime plus que moi | 3:09 |

## Classements
| Classement (1970)                       | Meilleure position |
| --------------------------------------- | ------------------ |
| Belgique (Wallonie Ultratop 50 Singles) | 14                 |
| France (CIDD)                           | 1                  |
| Israël (IBA)                            | 1                  |
| Québec (Palmarès francophone)           | 1                  |

| Classement (1970) | Position |
| ----------------- | -------- |
| France (IFOP)     | 6        |

## Reprises et adaptations
Laisse-moi t'aimer a également été enregistrée en 1970 par Mike Brant en allemand, sous le titre Liebe will mehr, et en italien, sous le titre Vorrei vorrei. Cette version paraît en face B du 45 tours sorti en Italie Cuore di bambina.
En 2014, Amaury Vassili reprend Laisse-moi t'aimer ainsi que sa version italienne sur son album Amaury Vassili chante Mike Brant.

## Historique de sortie
| Pays      | Date         | Format   | Label    |
| --------- | ------------ | -------- | -------- |
| France    | janvier 1970 | 45 tours | CBS      |
| Allemagne | 1970         | 45 tours | CBS      |
| Canada    | 1970         | 45 tours | Gamma    |
| Portugal  | 1970         | 45 tours | Alvorada |